# Новотульское муниципальное образование
Новотульское муниципальное образование — сельское поселение в Питерском районе Саратовской области Российской Федерации.
Административный центр — село Новотулка.

## История
Статус и границы сельского поселения установлены Законом Саратовской области от 27 декабря 2004 года № 91-ЗСО «О муниципальных образованиях, входящих в состав Питерского муниципального района».

## Население
| 2010  | 2011  | 2012  | 2013  | 2014  | 2015  | 2016  |
| ----- | ----- | ----- | ----- | ----- | ----- | ----- |
| 2636  | →2636 | ↘2602 | ↘2587 | ↘2548 | ↘2532 | ↘2515 |
| 2017  | 2018  | 2019  | 2020  | 2021  |       |       |
| ↘2483 | ↘2454 | ↘2383 | ↘2361 | ↘2278 |       |       |

## Состав сельского поселения
| № | Населённый пункт | Тип населённого пункта       | Население |
| - | ---------------- | ---------------------------- | --------- |
| 1 | Верный           | посёлок                      | ↘22       |
| 2 | Козловка         | село                         | ↘604      |
| 3 | Новотулка        | село, административный центр | ↘960      |
| 4 | Новый Путь       | посёлок                      | 2         |
| 5 | Привольный       | посёлок                      | ↘233      |
| 6 | Трудовик         | посёлок                      | ↘815      |